# Helmut Recknagel
Helmut Recknagel (* 20. März 1937 in Steinbach-Hallenberg) ist ein ehemaliger DDR-Skispringer. Er gilt als einer der erfolgreichsten deutschen Sportler dieser Disziplin. Er gewann dreimal die Vierschanzentournee, wurde Olympiasieger und Weltmeister.

## Persönliches
Recknagel wurde in Steinbach-Hallenberg als Sohn eines Zangenmachers geboren.
Seit 1962 ist er verheiratet; er hat eine Tochter, zwei Enkelkinder und lebt in Berlin-Friedrichshain.

## Sportliche Karriere

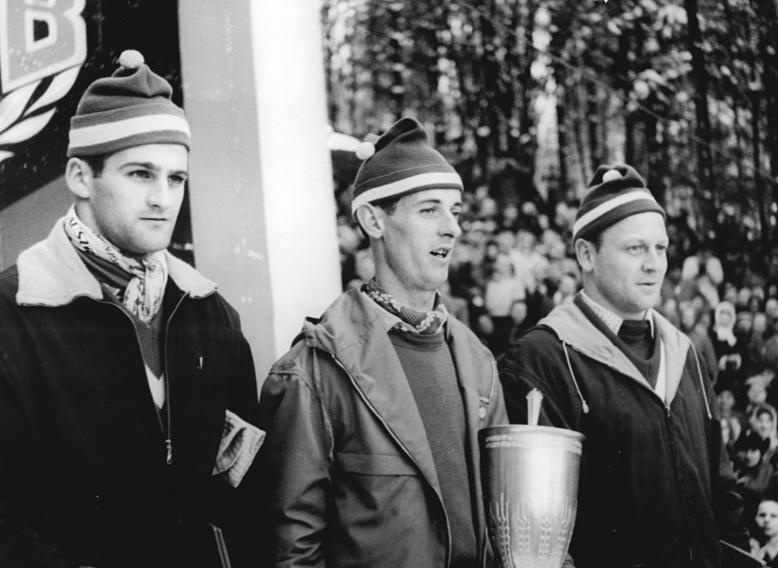
Von links: Helmut Recknagel, Harry Glaß und Werner Lesser in Altenberg

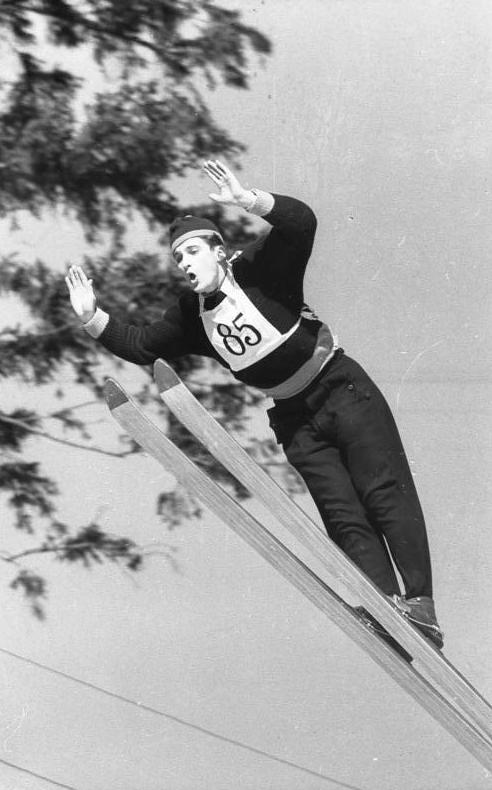
Helmut Recknagel bei den DDR-Meisterschaften im Januar 1955 in Oberhof

Recknagel spielte zunächst Fußball in der Jugendmannschaft der Sportgemeinschaft Steinbach-Hallenberg. Ein Angebot, zur Oberligamannschaft des BSG Turbine Halle zu wechseln, lehnte er aber ab, da er lieber in Westdeutschland für den 1. FC Kaiserslautern spielen wollte.
Im Sommer 1954 nahm er auf Anraten seines Vaters ein Angebot von Hans Renner an und wechselte zum Skispringen. Erst wurde er in Zella-Mehlis und danach in Oberhof ausgebildet. Im März 1955 nahm er an seinem ersten Turnier in Oberstdorf an der Skiflugwoche teil und belegte am Ende den 27. Rang.
Seinen ersten großen internationalen Erfolg feierte der für den SC Motor Zella-Mehlis startende Recknagel am 3. März 1957 auf dem traditionellen Holmenkollbakken in Oslo. Dort durfte er als noch 19-jähriger Springer nur mit einer Ausnahmegenehmigung starten. Bei dichtem Nebel siegte er als erster Nicht-Skandinavier auf dieser Schanze. Er betrachtet dies als wichtigsten Sieg seiner Laufbahn.

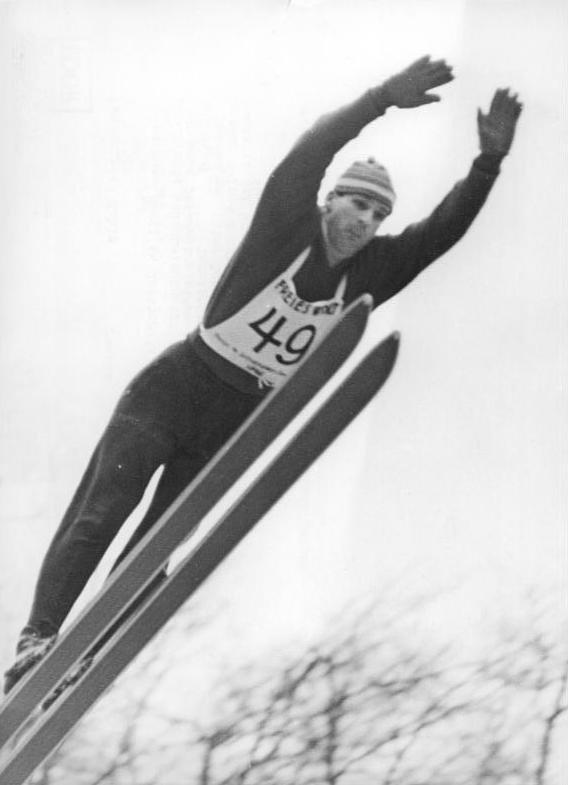
Thüringer Dreischanzentournee, Januar 1961

Während der Eröffnungszeremonie für die Olympischen Winterspiele 1960 im US-amerikanischen Squaw Valley, bei denen eine gesamtdeutsche Mannschaft antrat, trug mit Recknagel erstmals ein deutscher Skispringer die Fahne. Im Wettbewerb gewann er die Goldmedaille mit dem damals noch üblichen Stil, die Arme in „Superman-Pose“ nach vorne ausgestreckt. Damit war er nach fünf norwegischen und einem finnischen Springer der erste deutsche Olympiasieger im Skispringen. Im selben Jahr erhielt er die Holmenkollen-Medaille und war damit der erste Preisträger, der nicht aus einem der nordischen Länder Norwegen, Schweden oder Finnland kam.
1962 siegte Recknagel in Zakopane überlegen bei den Skisprung-Weltmeisterschaften und wurde zum DDR-Sportler des Jahres gewählt. Er wandte damals offensichtlich Trainingsmethoden an, welche erst danach von anderen Springern (vor allem aus anderen Ländern) übernommen wurden, denn er trainierte im Sommer auf Kunststoffmatten. Eine Woche nach den Weltmeisterschaften gewann er zum fünften Mal die internationale Skiflugwoche am Kulm bei Tauplitz-Bad Mitterndorf mit einer persönlichen Bestweite von 136 Metern. Er siegte bereits bei den Flugwochen 1958 und 1961 in Oberstdorf sowie 1957 und 1960 in Planica. 1959 wurde er Zweiter der Skiflugwoche am Kulm und 1963 in Planica Vierter der Gesamtwertung. 1964 startete Recknagel nochmals bei den Olympischen Winterspielen in Innsbruck und belegte die Plätze sechs (Normalschanze) und sieben (Großschanze).
Recknagel gewann außerdem dreimal (1958, 1959 und 1961) die prestigeträchtige Vierschanzentournee, was nach ihm nur Bjørn Wirkola, Jens Weißflog (vier Siege), Janne Ahonen (fünf Siege), Kamil Stoch und Ryōyū Kobayashi schafften. 1959, 1962 und 1963 gewann er zudem die DDR-Meisterschaften.
Seinen letzten Sprunglauf bestritt er im März 1964 beim „Freie Presse“-Pokal in Oberwiesenthal. Damals ahnte er noch nicht, dass dies sein letzter Wettkampf sein sollte. Nach einem Gespräch mit seinem Trainer Hans Renner entschied er sich im Mai 1964 seine Karriere zu beenden.

### Schanzenrekorde
| Schanze                    | Ort     | Land      | Weite   | aufgestellt am | Rekord bis    |
| -------------------------- | ------- | --------- | ------- | -------------- | ------------- |
| Bloudkova velikanka (K120) | Planica | Slowenien | 120,0 m | 8. März 1957   | 9. März 1957  |
| Bloudkova velikanka (K120) | Planica | Slowenien | 124,0 m | 9. März 1957   | 25. März 1960 |
| Bloudkova velikanka (K120) | Planica | Slowenien | 124,5 m | 25. März 1960  | 27. März 1960 |
| Bloudkova velikanka (K120) | Planica | Slowenien | 127,5 m | 27. März 1960  | 25. März 1966 |

## Beruflicher Werdegang
Ab Sommer 1951 erlernte Recknagel den Beruf eines Werkzeugmachers in Herges-Hallenberg. Am 29. August 1953 erhielt er sein Facharbeiterzeugnis. Er war danach als Messtechniker bei der Thüringer Kugellagerfabrik angestellt. Noch während seiner aktiven Zeit als Skispringer bestand er die Sonderreifeprüfung bei der Arbeiter-und-Bauern-Fakultät an der deutschen Hochschule für Körperkultur (DHfK) in Leipzig. Danach begann er ein Studium an der DHfK, welches er jedoch abbrach, da er nicht mehr Diplomsportlehrer bzw. Trainer werden wollte.

## Beruflicher Werdegang nach der Sportkarriere
Nach seiner Sportkarriere begann Recknagel Veterinärmedizin zu studieren und schloss das Studium am 20. März 1970 mit der Note „gut“ ab. Am 1. April 1971 erfolgte die Approbation als Tierarzt. Nach Pflichtassistenzen in Gorgast und Berlin promovierte er 1973 mit einer pharmakologischen Untersuchung an Albino-Ratten. Seit April 1974 leitete er die Veterinärhygiene-Inspektion im Kreis Fürstenwalde.
Recknagel war von 1970 bis 1990 Mitglied des NOK der DDR, 1990 des NOK für Deutschland. In dieser Funktion war er von 1973 bis 1995 internationaler Sprungrichter. Am 1. November 1990 wurde er als Hygienetierarzt in Fürstenwalde entlassen und arbeitete nach längerer Arbeitslosigkeit für eine Versicherung im Westteil Berlins. Am 31. Oktober 1996 eröffnete er ein Sanitätshaus in Berlin-Prenzlauer Berg, welches er bis 2009 selbst betrieb.
Helmut Recknagel war in der DDR ein Sportidol, so z. B. für Hans-Georg Aschenbach und Jens Weißflog. Spätere kommerzielle Entwicklungen im Skispringen sah er kritisch und bemerkte im Bezug auf Sven Hannawald: „Er war ein einzigartiges, begnadetes Talent. Zugleich aber sah ich, wie der Erwartungsdruck stetig stieg. [...] Da waren die Medien, und da waren die Sponsoren, die ihre Firmenabzeichen auf jede freie Stelle am schmächtigen Körper, an Helm und Bretter pappten. Sie verwandelten den Sportler zur lebenden Litfaßsäule.“
Im Frühjahr 2007 feierte Recknagel seinen 70. Geburtstag, zu dem auch seine Autobiografie erschien. Im selben Jahr beging er auch den 50. Jahrestag seines Erfolgs in Oslo. Zu diesem Anlass war er im März Ehrengast beim Springen am Holmenkollen und übergab dem dortigen Skimuseum die Sprungski, mit denen er 1957 seinen Erfolg errang.

## Ehrungen
Recknagel erhielt mehrmals den Vaterländischen Verdienstorden der DDR, darunter erstmals 1958 in Bronze, 1962 in Silber und 1970 in Gold.
Am 20. Mai 2011 wurde Helmut Recknagel in die Hall of Fame des deutschen Sports aufgenommen.
Am 20. Mai 2017 taufte der Bad Freienwalder Wintersportverein seine Schanze im Beisein des Namensgebers in Kurstadtschanze „Helmut Recknagel“ um. Es ist die erste Schanzenanlage, die den Namen des mehrfachen Olympiasiegers, Weltmeisters und Vierschanzentournee-Siegers trägt.

## Autobiographie
- Eine Frage der Haltung. Das Neue Berlin, Berlin 2007, ISBN 978-3-360-01298-2. (2. korrigierte Auflage. Das Neue Berlin, Berlin 2012, ISBN 978-3-360-02146-5)